# Matheus Peixoto
Matheus Vieira Campos Peixoto, mais conhecido como Matheus Peixoto (Cabo Frio, 16 de novembro de 1995), é um futebolista brasileiro que atua como centroavante. Atualmente joga no Júbilo Iwata.

## Carreira

### Antecedentes
Natural de Cabo Frio, Rio de Janeiro, Matheus Peixoto começou sua carreira nas categorias de base da Cabofriense, depois indo às categorias de base do Cruzeiro e foi transferido ao sub-20 do Audax-RJ, aonde foi promovido em 2014. Em junho de 2015, chegou ao Bahia, sendo inicialmente relacionado para às divisões de base e foi um dos destaques do clube na Copa do Nordeste Sub-20. Em 2016 foi cedido ao Ypiranga e ao Fluminense de Feira por empréstimo.

### Bahia
Após diversos empréstimos à clubes do estado, Matheus Peixoto retornou ao Bahia no início de 2017. Sua estreia pelo clube aconteceu em 1 de fevereiro, entrando como substituto em uma empate fora de casa com a Jacuipense por 0 a 0, pelo Campeonato Baiano de 2017.
Pelo Bahia, participou de apenas 2 partidas e marcou nenhum gol, sendo pouco aproveitado.

### Bragantino
Contratado pelo Bragantino em 2017, estreou pela primeira vez em 30 de julho, entrando como substituto em um empate fora de casa por 0 a 0 com o Ypiranga de Erechim, pela Série C de 2017. Seu primeiro gol aconteceu em 9 de setembro, marcando o primeiro do clube do interior paulista em uma vitória por 3 a 2 fora de casa sobre o Tupi.
Ficou muito bem conhecido também em 18 de março de 2018, por ter feito um gol importante que garantiu a vitória por 3 a 2 fora de casa sobre o Corinthians, pelas quartas-de-final do Campeonato Paulista de 2018. Posteriormente, o Bragantino acabaria sendo eliminado depois da mesma competição na partida da volta.
Em 2018, virou um dos heróis do acesso na Série C de 2018, com 11 gols em 33 jogos na temporada, despertando o interesse de diversos clubes brasileiros. Na sua primeira passagem pelo Bragantino, participou de 39 partidas e marcou 12 gols.

### Sport
Em 3 de setembro de 2018, foi anunciado o empréstimo de Matheus Peixoto ao Sport até o final da temporada. Sua estreia pelo clube pernambucano aconteceu em 16 de setembro, entrando como substituto em uma derrota fora de casa para o Corinthians por 2 a 1, pela Série A de 2018. Suas atuações, porém, não impediram o rebaixamento do clube pernambucano à Série B de 2019.
Pelo Sport, fez 7 partidas e marcou nenhum gol.

### Retorno ao Bragantino
Após uma passagem por empréstimo apagada no Sport, em 14 de dezembro de 2018, foi anunciado que Matheus Peixoto retornou ao Bragantino. Sua reestreia pelo clube aconteceu em 19 de janeiro de 2019, entrando como titular em uma vitória em casa sobre o Guarani por 1 a 0, inclusive marcando o primeiro gol após seu retorno e o único da partida, pelo Campeonato Paulista de 2019.
Além de ser um dos quatro remanescentes do Bragantino após a parceria com o Red Bull Brasil. Pouco utilizado no auge da Série B de 2019, Matheus Peixoto saiu do banco de reservas e ajudou a resolver os problemas do treinador Antônio Carlos Zago com relação ao setor ofensivo da equipe, fazendo inclusive a função de pivô.
Sendo um dos destaques do Bragantino, o jogador foi um dos artilheiros da equipe na temporada e participou da equipe que foi campeã da Série B de 2019. Na sua segunda passagem, Matheus Peixoto fez 41 partidas e marcou 10 gols.

### Ponte Preta
Em 7 de agosto de 2020, foi anunciado o empréstimo de Matheus Peixoto à Ponte Preta, por um contrato até o final da temporada. Sua estreia pelo clube aconteceu em 14 de agosto, entrando como substituto e marcando o terceiro gol da equipe em um empate em casa por 3 a 3 contra o Vitória, pela Série B de 2020.
Pela Ponte Preta, participou de 34 partidas e marcou apenas 6 gols.

### Juventude
Em 12 de fevereiro de 2021, fora dos planos do Red Bull Bragantino, foi oficializada a contratação por empréstimo de Matheus Peixoto ao Juventude até o final do ano. Estreou pelo clube gaúcho em 1 de março, entrando como titular em uma derrota fora de casa por 1 a 0 para o Internacional, pelo Campeonato Gaúcho de 2021. Seu primeiro gol pelo Juventude aconteceu em 16 de março, em uma vitória fora de casa sobre o Murici por 3 a 0, pela Copa do Brasil de 2021, marcando o primeiro gol da partida.
Se tornou uma referência no Juventude, dos 9 gols marcados nas primeiras treze rodadas do time gaúcho pelo Campeonato Brasileiro de 2021, Matheus Peixoto fez sete gols. Além dos gols, as boas atuações apresentadas pelo jogador fizeram com que alguns times do exterior se interessassem na sua contratação. Pelo clube, fez 27 jogos e marcou 12 gols.

### Metalist Kharkiv
Após ser um dos destaques do Juventude pelo Campeonato Brasileiro de 2021, em 1 de agosto de 2021, o Metalist Kharkiv anunciou a contratação de Matheus Peixoto. O Red Bull Bragantino recebeu cerca de US$ 180 mil pela venda (R$ 933 mil na cotação atual). Peixoto tinha contrato com o clube paulista somente até o fim do ano e poderia assinar um pré-contrato com outro clube.
Já o Juventude não recebeu nenhum valor. Isso porque quando acertou a contratação de Matheus Peixoto, o atacante Wesley, que cumpria pena em regime aberto por agressão à ex-namorada, viria junto. A repercussão negativa fez o Juventude acertar apenas a vinda de Peixoto e retirar os quase 20% que teria direito caso o centroavante fosse vendido no período do empréstimo.

## Estatísticas
Atualizado até 28 de agosto de 2021.

### Clubes
| Equipe              | Temporada         | Campeonato nacional | Campeonato nacional | Campeonato nacional | Copa nacional[a] | Copa nacional[a] | Copa nacional[a] | Competições continentais[b] | Competições continentais[b] | Competições continentais[b] | Outros torneios[c] | Outros torneios[c] | Outros torneios[c] | Total | Total | Total   |
| Equipe              | Temporada         | Jogos               | Gols                | Assist.             | Jogos            | Gols             | Assist.          | Jogos                       | Gols                        | Assist.                     | Jogos              | Gols               | Assist.            | Jogos | Gols  | Assist. |
| ------------------- | ----------------- | ------------------- | ------------------- | ------------------- | ---------------- | ---------------- | ---------------- | --------------------------- | --------------------------- | --------------------------- | ------------------ | ------------------ | ------------------ | ----- | ----- | ------- |
| Audax Rio           | 2014              | —                   | —                   | —                   | —                | —                | —                | —                           | —                           | —                           | 4                  | 0                  | 0                  | 4     | 0     | 0       |
| Audax Rio           | 2015              | —                   | —                   | —                   | —                | —                | —                | —                           | —                           | —                           | 3                  | 0                  | 0                  | 3     | 0     | 0       |
| Audax Rio           | 2016              | —                   | —                   | —                   | —                | —                | —                | —                           | —                           | —                           | 5                  | 0                  | 0                  | 5     | 0     | 0       |
| Audax Rio           | Total             | 0                   | 0                   | 0                   | 0                | 0                | 0                | 0                           | 0                           | 0                           | 12                 | 0                  | 0                  | 12    | 0     | 0       |
| Ypiranga            | 2016              | —                   | —                   | —                   | —                | —                | —                | —                           | —                           | —                           | 9                  | 4                  | 0                  | 9     | 4     | 0       |
| Ypiranga            | Total             | 0                   | 0                   | 0                   | 0                | 0                | 0                | 0                           | 0                           | 0                           | 9                  | 4                  | 0                  | 9     | 4     | 0       |
| Bahia               | 2017              | 0                   | 0                   | 0                   | —                | —                | —                | —                           | —                           | —                           | 2                  | 0                  | 0                  | 2     | 0     | 0       |
| Bahia               | Total             | 0                   | 0                   | 0                   | 0                | 0                | 0                | 0                           | 0                           | 0                           | 2                  | 0                  | 0                  | 2     | 0     | 0       |
| Red Bull Bragantino | 2017              | 6                   | 1                   | 0                   | 2                | 1                | 0                | —                           | —                           | —                           | —                  | —                  | —                  | 8     | 2     | 0       |
| Red Bull Bragantino | 2018              | 19                  | 5                   | 0                   | —                | —                | —                | —                           | —                           | —                           | 12                 | 5                  | 0                  | 31    | 10    | 0       |
| Red Bull Bragantino | 2019              | 24                  | 6                   | 0                   | —                | —                | —                | —                           | —                           | —                           | 14                 | 4                  | 2                  | 38    | 10    | 2       |
| Red Bull Bragantino | 2020              | —                   | —                   | —                   | —                | —                | —                | —                           | —                           | —                           | 3                  | 0                  | 0                  | 3     | 0     | 0       |
| Red Bull Bragantino | Total             | 49                  | 12                  | 0                   | 2                | 1                | 0                | 0                           | 0                           | 0                           | 29                 | 9                  | 2                  | 80    | 22    | 2       |
| Sport               | 2018              | 8                   | 0                   | 0                   | —                | —                | —                | —                           | —                           | —                           | —                  | —                  | —                  | 8     | 0     | 0       |
| Sport               | Total             | 8                   | 0                   | 0                   | 0                | 0                | 0                | 0                           | 0                           | 0                           | 0                  | 0                  | 0                  | 8     | 0     | 0       |
| Ponte Preta         | 2020              | 31                  | 5                   | 2                   | 3                | 1                | 0                | —                           | —                           | —                           | —                  | —                  | —                  | 34    | 6     | 2       |
| Ponte Preta         | Total             | 31                  | 5                   | 2                   | 3                | 1                | 0                | 0                           | 0                           | 0                           | 0                  | 0                  | 0                  | 34    | 6     | 2       |
| Juventude           | 2021              | 12                  | 7                   | 0                   | 2                | 1                | 0                | —                           | —                           | —                           | 13                 | 4                  | 1                  | 27    | 12    | 1       |
| Juventude           | Total             | 12                  | 7                   | 0                   | 2                | 1                | 0                | 0                           | 0                           | 0                           | 13                 | 4                  | 1                  | 27    | 12    | 1       |
| Metalist Kharkiv    | 2021–22           | 2                   | 2                   | 0                   | 0                | 0                | 0                | —                           | —                           | —                           | —                  | —                  | —                  | 2     | 2     | 0       |
| Metalist Kharkiv    | Total             | 2                   | 2                   | 0                   | 0                | 0                | 0                | 0                           | 0                           | 0                           | 0                  | 0                  | 0                  | 2     | 2     | 0       |
| Total na carreira   | Total na carreira | 102                 | 26                  | 2                   | 7                | 3                | 0                | 0                           | 0                           | 0                           | 65                 | 17                 | 3                  | 174   | 46    | 5       |

- a. ^ Jogos da Copa do Brasil
- b. ^ Jogos da Copa Sul-Americana
- c. ^ Jogos do Campeonato Carioca, Copa Rio, Campeonato Carioca - Série A2, Campeonato Baiano - Segunda Divisão, Campeonato Baiano, Copa do Nordeste, Campeonato Gaúcho e Campeonato Paulista

## Títulos
Bahia
- Copa do Nordeste: 2017

Red Bull Bragantino
- Campeonato Brasileiro - Série B: 2019
- Campeonato Paulista do Interior: 2020

Goiás
- Copa Verde: 2023